# Pysjka
Pysjka (russisk: Пышка) er en sovjetisk film fra 1934 af Mikhail Romm.

## Medvirkende
- Galina Sergejeva som Elizabeth Rousset
- Andrej Fajt
- Faina Ranevskaja som Loiseau
- Pjotr Repnin som Lamadon
- Tatjana Okunevskaja som Carre-Lamadon